# Gmina Milanów
Die Gmina Milanów ist eine Landgemeinde im Powiat Parczewski der Woiwodschaft Lublin in Polen. Ihr Sitz ist das gleichnamige Dorf mit etwa 1100 Einwohnern.

## Gliederung
Zur Landgemeinde Milanów gehören folgende 12 Ortschaften mit einem Schulzenamt:
Cichostów
Czeberaki
Kopina
Kostry
Milanów
Okalew
Radcze
Rudno I
Rudno II
Rudno III
Rudzieniec
Zieleniec
Weitere Orte der Gemeinde sind Cichostów-Kolonia, Czarny Las, Góry Brzeziny und Milanów-Kolonia.